# 岩崎三郎
岩崎 三郎（いわさき さぶろう、1904年10月11日 - 1982年11月10日）は、新潟県出身のクロスカントリースキー選手、実業家。

## 来歴
旧制飯山中学校 → 早稲田大学
早稲田大学在学中、1928年（昭和3年）の第1回全日本学生スキー選手権大会のクロスカントリースキー個人15kmと28kmリレーで優勝。1930年（昭和5年）の第8回全日本スキー選手権大会でも、クロスカントリースキー個人50kmとリレーの2冠を達成した。1932年レークプラシッドオリンピックでは、クロスカントリースキー個人18kmで37位、個人耐久（50km）で18位だった。
引退後は後進の指導に当たる傍ら、ワックスメーカー「テムポ化学」を設立。装備面からも日本のスキー技術の向上につとめた。
また、1956年（昭和31年）から1960年（昭和35年）まで全日本スキー連盟の専務理事、1974年（昭和49年）から1975年（昭和50年）まで副会長を歴任した。

## 参考資料
- 小川勝次「日本スキー発達史」朋文堂、1956年
- 菅原悦子「歴史ポケットスポーツ新聞冬季オリンピック」大空出版、2009年
- 「毎日新聞」1982年11月11日付朝刊